# Predigra (Muck)
Predigra je drama Kristjana Mucka.

## Obnova

### Osebe
- Nastopajoči.
- Igralec.
- Protagonist.
- Jaz.

V temi, ki se počasi razsvetljuje, sedijo Nastopajoči, Igralec in Protagonist. Zbrani so, poglobljeni v svoja videnja, na čudežen način isto z vsem, kar je ali bi lahko bilo. Zorenje pomena v podobah se počasi združuje z določenostjo človeških glasov. Ko doumejo smisel svoje besede, jo lahko izgovorijo, začne se dialog. So drevo. List. Veter. Spijo. Skušajo vzpostaviti bistvo tega, kar vsakega od njih veže z vsem, kar je. Važno je ime, ime je tu zaradi igre, zato, da se v igri ne izgubijo. Ko pride Jaz, se vključi v pogovor, povejo mu, da so tu, da bi Jaz začutil, kakšni so in kakšen je sam. šele vsi skupaj so živo drevo v vetru, vendar je vse, kar Jaz sliši od njih, njegov samogovor, ki pa je tu zato, ker so tudi oni. Vsi so odreveneli čas, razsekan v osebe, zato je v vseh štirih drevo. Med njimi teče pogovor, celo tedaj, ko spijo, ker so le v pogovoru lahko takšni, kot so njihovi priimki so le imena, kdove kaj vse so v resnici, kdaj in kje. Ve to Bog? Prvi trije izbruhnejo v smeh: Ti vendar! Jaz protestira, češ da ga vlečejo za nos; kdo so? Odgovor je paradoks: Ko se samota zvezde, ki gori v sebi, razplasti v zdajle-tu (človeka) in preseka ritem, skozi katerega bere čas samega sebe, nastane besedabitje. Ta je zalega stvarstva, hkrati čas in prostor, noč, ki je ni, vendar biva v dnevu, telesnost in hkrati duh, zarezan skoz svetlobo, obsojen na besedo, ki se lovi brez luči kot odsev odsevov. Ta paradoks živi v sebi in se pojavlja kot odnos med njimi in besedo, »v kamnu skrito kot žarptica«.